# Валперейзо (Небраска)
Валперейзо (англ. Valparaiso) — селище (англ. village) в США, в окрузі Сондрес штату Небраска. Населення — 595 осіб (2020).

## Географія
Валперейзо розташоване за координатами 41°4′48″ пн. ш. 96°50′1″ зх. д. / 41.08000° пн. ш. 96.83361° зх. д. (41.080060, -96.833595).  За даними Бюро перепису населення США в 2010 році селище мало площу 1,46 км², з яких 1,46 км² — суходіл та 0,00 км² — водойми.

## Демографія
Згідно з переписом 2010 року, у селищі мешкало 570 осіб у 241 домогосподарстві у складі 157 родин. Густота населення становила 390 осіб/км².  Було 276 помешкань (189/км²).
Расовий склад населення:
| - 97,7 % — білих - 0,4 % — азіатів - 0,2 % — корінних американців |

До двох чи більше рас належало 1,4 %. Частка іспаномовних становила 1,2 % від усіх жителів.
За віковим діапазоном населення розподілялося таким чином: 25,1 % — особи молодші 18 років, 58,9 % — особи у віці 18—64 років, 16,0 % — особи у віці 65 років та старші. Медіана віку мешканця становила 41,4 року. На 100 осіб жіночої статі у селищі припадало 95,2 чоловіків;  на 100 жінок у віці від 18 років та старших — 95,9 чоловіків також старших 18 років.
Середній дохід на одне домашнє господарство  становив 67 483 долари США (медіана — 54 688), а середній дохід на одну сім'ю — 80 498 доларів (медіана — 69 250). Медіана доходів становила 49 063 долари для чоловіків та 35 313 долари для жінок. За межею бідності перебувало 10,2 % осіб, у тому числі 14,1 % дітей у віці до 18 років та 4,4 % осіб у віці 65 років та старших.
Цивільне працевлаштоване населення становило 391 осіб. Основні галузі зайнятості: освіта, охорона здоров'я та соціальна допомога — 26,9 %, виробництво — 19,7 %, роздрібна торгівля — 12,3 %, будівництво — 8,2 %.